# Crônica de Joaquim
A Crônica de Joaquim (em russo: Иоакимовская Летопись; romaniz.: Ioakimovskaja Letopisʹ) é uma crônica supostamente descoberta pelo historiador imperial russo Basílio Tatishchev no século XVIII. A suposta Crônica de Joaquim, que nunca foi encontrada, faz parte da " Informação de Tatishchev", que não é confiável até que seja apoiada por outra fonte.

## Autenticidade
Acredita-se que a crônica seja uma compilação do século XVII de fontes anteriores que descrevem eventos nos séculos X e XI relativos à República da Novogárdia e à Rússia de Kiev.
A crônica original foi perdida e o conteúdo é conhecido através da "História da Rússia" de Tatishchev (em russo:  История Российская), embora o historiógrafo de Tatishchev seja duvidoso, já que sua edição posterior de sua história ou da Rússia é muito mais detalhada do que sua edição anterior e é baseada em fontes que não existem mais, e alguns dizem que nunca, existem. Na verdade, as fontes de Tatishchev são tão problemáticas que Iakov Solomonovich Lur'e escreveu sobre "'informações de Tatishchev' (dados encontrados apenas naquele historiador)". Seja como for, Tatishchev concluiu que a crônica foi escrita por Joaquim de Quersoneso, o primeiro bispo de Novgorod, o Grande (ca. 988–1030). Estudos mais recentes indicam que a crônica foi provavelmente compilada pelo patriarca Joaquim de Moscou (falecido em 1690).